# Aimophila
Aimophila is een geslacht van vogels uit de familie van de Amerikaanse gorzen. De wetenschappelijke naam werd gepubliceerd in 1837 door William Swainson. Het geslacht telt drie soorten:

## Soorten
De volgende soorten zijn bij het geslacht ingedeeld:
- Aimophila notosticta – Oaxacagors
- Aimophila rufescens – Roestruggors
- Aimophila ruficeps – Roestkruingors